# جرذ العشب النيروبي
جرذ العشب النيروبي (إاسم علمي Arvicanthis nairobae)، هو نوع من القوارض من الفصيلة الفأرية. توجد في كينيا، تنزانيا، إثيوبيا.موطنه الطبيعي هي السافانا الجافة.